# Colour of Your Dreams
Colour of Your Dreams è un album in studio della cantautrice statunitense Carole King, pubblicato nel 1993.

## Tracce
1. Lay Down My Life - 5:14
2. Hold out for Love - 4:51
3. Standing in the Rain - 4:04
4. Now and Forever - 3:13
5. Wishful Thinking - 3:17
6. Colour of Your Dreams - 3:02
7. Tears Falling Down on Me - 4:57
8. Friday's Tie-Dye Nightmare - 4:34
9. Just One Thing - 5:04
10. Do You Feel Love - 5:24
11. It's Never Too Late - 3:41